# Balsam peruwiański

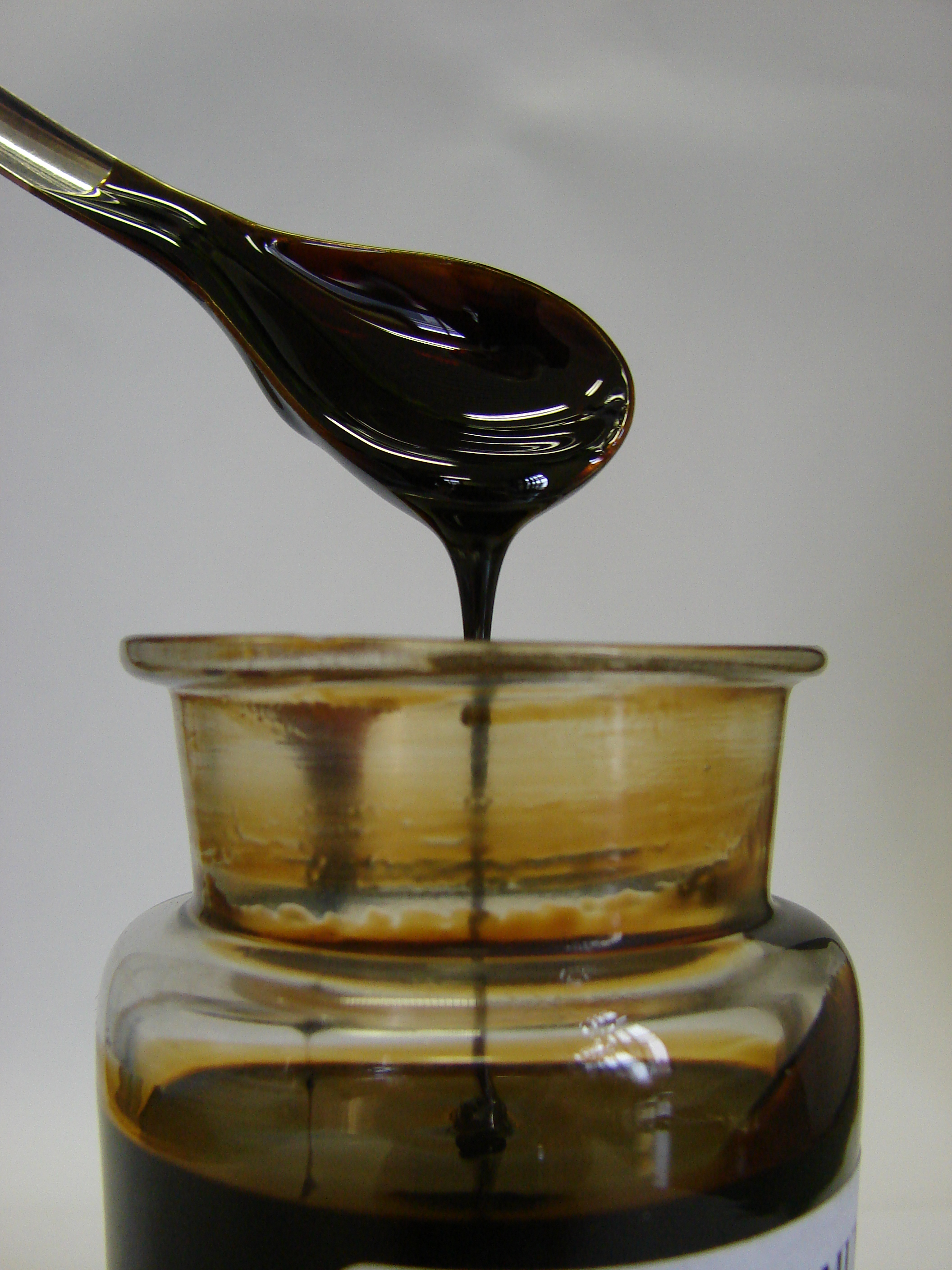
Balsam peruwiański w butelce

Balsam peruwiański (łac. Balsamum peruvianum FP XIII, syn. Balsamum peruvianum verum, Balsamum peruvianum nigrum, Balsamum indicum nigrum) – patologiczna wydzielina otrzymywana poprzez mechaniczne uszkodzenie kory drzewa woniawca balsamowego (Myroxylon balsamum Harms var. pereirae Leguminosae) z rodziny motylkowatych, rosnącego w Ameryce Południowej. Jego nazwa pochodzi stąd, że przed wiekami ziemie, na których rosły drzewa balsamiczne podlegały hiszpańskiemu wicekrólowi Peru i produkty eksportowane przez Atlantyk znajdowały się w skrzyniach z jego pieczęcią. W Europie towar ten pojawił się w roku 1524 i wkrótce został uznany za tak dobry lek, że ówczesny papież specjalną bullą zabronił ścinać drzewo balsamowe.
Monografia surowca farmaceutycznego na stan obecny (2024) znajduje się w Farmakopei Polskiej XIII, która definiuje go jako ciemnobrunatną, niezbyt gęstą i niewysychającą na powietrzu ciecz, o gorzkawo-ostrym zapachu przypominającym wanilię. Balsam peruwiański bardzo trudno rozpuszcza się w wodzie, rozpuszcza się w etanolu (najlepiej w 90%), chloroformie, kwasie octowym oraz w wodnych roztworach wodzianu chloralu. Nie miesza się z olejami tłustymi, z wyjątkiem oleju rącznikowego (z którym miesza się dobrze). Trudno miesza się z wazeliną, lanoliną. Gęstość wynosi 1,14 - 1,165. Liczba kwasowa 56-84. Liczba zmydlenia – nie mniej niż 224.
Balsam peruwiański jest bogaty w związki fenolowe i terpenowe o silnych właściwościach odkażających: benzoesan benzylu, cynamonian benzylu, kwas cynamonowy, kwas benzoesowy, ponadto seskwiterpeny, farnezol, wanilinę. Balsam peruwiański farmakopealnej jakości powinien zawierać co najmniej 50% cynameiny.
Znajduje stosowanie miejscowo, per se (w stomatologii, chirurgii oraz weterynarii), a także w dermatologii, proktologii pod różnorodnymi postaciami leku recepturowego (maści, pasty, mazidła, emulsje, czopki, zawiesiny) w zakresie stężeń 2 - 50%.
Używany w wielu chorobach skóry, szczególnie w leczeniu oparzeń, odmrożeń i trudno gojących się ran. Ponadto w leczeniu świerzbu. Wykazuje działanie antyseptyczne i przeciwzapalne oraz pobudzające regenerację tkanek. Jest składową preparatu galenowego: maści Mikulicza.
W farmacji miała także znaczenie odmiana balsamu peruwiańskiego o jasnej barwie (Balsamum peruvianum album), a także jego namiastka "balsam peruwiański sztuczny" (Balsamum peruvianum artificiale).
Balsam peruwiański jest również stosowany w testach płatkowych jako jeden ze wskaźników alergii na kosmetyki. Dzięki wielu uczulającym składnikom daje odczyny krzyżowe z wieloma różnymi produktami pochodzenia roślinnego i na tym polega jego duża wartość diagnostyczna.
Przykład złożonych, recepturowych czopków doodbytniczych o działaniu ściągającym, przeciwzapalnym i odkażającym - znajdujących zastosowanie w leczeniu hemoroidów i innych chorób odbytu:
Rp.

Acidi tannici (taniny)                                                                  0,08
Etoformi (anestezyny, syn. etoformu, benzokainy)                    0,3
Balsami peruviani veri                      
Ol. Palmae Christi (oleju rącznikowego)                               aa 0,15
Bismuthi subcarbonici (zasadowego węglanu bizmutawego)    0,4
Witepsoli (tłuszczu stałego, syn. witepsolu)                               q.s. (quantum satis – w ilości potrzebnej, niezbędnej)
M.f.supp.anal.    d.t.d.  No 24